# Karolina-külfejtés
A Karolina-külfejtés vagy Karolina-völgyi külfejtés Pécs városának legismertebb külfejtése. Nevezetességét annak köszönheti, hogy a városhatáron belül, Gyükés és Pécsbánya városrész határán található, és a 2000-es évek elején a belsejében egy nagyobb méretű bányató, egy "tengerszem" alakult ki.

## Elhelyezkedése
Pécs északkeleti részében, a Lámpásvölgyi út, a Pécsbányatelepi út és a Gesztenyés utca által határolt területen található, 120 hektáros területen. A bányagödör pereme által határolt terület a Belváros területének másfélszerese. (Területén haladt át korábban a Pécsbányatelepi út, mely nyomvonalát módosítani kellett, illetve az Istenáldásvölgyi út is). A perem tengerszint feletti magassága 195 méter, legnagyobb mélysége 80 méter, melyből 28 méter magasságban található a bányató, mely kb. 1 millió köbméter vizet tartalmaz. A terület a Karolina-völgyben található, neve Szikit-völgy, Klaits-völgy vagy András-bánya-völgy néven is ismert.

## Története
Az aktív bányaművelés a területen 1968 és 2004 között zajlott, azonban a terület szénlelőhelyeit már a 16. század során is ismerték. A 18. század második felében, Mária Terézia és II. József alatt a kőszén feltárása és kutatása a Mecsekben is előtérbe került, így 1803 óta a Lámpásvölgyben is megindult a bányászat. 1852-ben vásárolt jelentős, 220 ezer négyzetméternyi területet a Dunagózhajózási Társaság (DGT), mely 1853-ban nyitotta meg az András-aknát. A bányaterület következtében alakult meg a pécsbányatelepi kolónia.
1967-ben az András-aknában vízbetörés történt, mely a bánya VIII. és IX. szintjét elárasztotta. Ennek következtében az aknában 1972-ben megszűnt a mélyművelés, és 1968-ban külszíni művelésre váltottak. (Az András-akna betömése 1992-ben történt meg.)
Az 1968 és 2004 közti idő alatt 116–431 ezer/év tonna szenet (összesen 10,5 millió tonna) termeltek ki, melyet a Pécsi Hőerőmű dolgozott fel többek között a pécsi távfűtés biztosítására. A kitermelés után a csapadékvíz következtében alakult ki a jellegzetes, mára 28 méter mélységű bányató.
A tájseb rendezése a kitermelés leállítása óta számos alkalommal napirendre került, de a jelentős projekt megvalósítása folyamatosan halasztásra került, noha a jogszabályok szerint 2012-ig ezt meg kellett volna tennie, emiatt a helyi civilek számos alkalommal tiltakoztak és követelték a tájseb mihamarabbi rekultivációját. Végül az 5,8 milliárd forintos rekultiváció 2018 márciusában indult meg, mely során tízmillió köbméter meddőanyag megmozgatására kerül sor 7 év alatt. A költségek egyharmadát a Pannon Hőerőmű, kétharmadát a Bányavagyon-hasznosító Nonprofit Közhasznú Kft.-n (BVH) állja; az első 4 év alatt a Hőerőmű 169 méter magasságig temeti be a gödröt, majd 3 év folyamán a BVH tölti fel 195 méterig. A feltöltéshez 9,6 millió köbméter követ és félmillió köbméter termőföldet használnak fel.